# Le cave est piégé
Pour plus de détails, voir Fiche technique et Distribution.
Le cave est piégé (No temas a la ley) est un film franco-espagnol  réalisé par Victor Merenda, sorti en 1963.

## Synopsis
Jean Farand est un ancien footballeur célèbre reconverti dans les affaires à Barcelone. Il vient d'envoyer sa femme malade se reposer dans les alpes françaises quand il renverse Micaela par mégarde avec sa voiture. La jeune femme n'est pas blessée et insiste pour l'inviter à la raccompagner chez elle. Elle déclare alors avoir perdu un bracelet de valeur lors de l'accident, usant de ruse et de séduction elle parvient à obtenir le remboursement du bijou. Jean parti, on s'aperçoit alors que l'accident était une façon de soutirer de l'argent à des pigeons et que Micaela est une taxi-girl aux mœurs légères.
Le lendemain elle est assassinée chez elle. La police trouve la montre de Jean qu'il avait oubliée, un P.V avait été apposé sur sa voiture garée devant l'immeuble de la fille et plusieurs témoins ont vu Jean en sa compagnie. Tout accuse le pauvre homme qui est pourtant parfaitement innocent, la presse publie sa photo. Il va devoir se cacher et malheureusement pour lui sa situation ne va pas s'arranger à cause de deux autres meurtres qui vont lui être imputés. Visiblement il se trouve dans un piège que lui tend le véritable assassin bien heureux d'avoir trouvé un bouc émissaire à son crime.

## Fiche technique
- Titre : Le cave est piégé
- Autre titre : Chasse à l'homme
- Réalisation : Victor Merenda
- Scénario : Víctor Merenda, José Antonio de la Loma, Salvador Arias et Yvan Noé d'après son roman Ne raccrochez pas ! (1958)
- Dialogues : Yvan Noé
- Photographie : Federico Larraya
- Son : Julien Coutellier
- Décors : Lucien Aguettand
- Montage : Emma Le Chanois
- Musique : Philippe-Gérard
- Sociétés de production : Dabe Films (Madrid) - SO.CI.NO - Eurociné (Paris)
- Tournage : du 26 décembre 1960 au 11 février 1961
- Pays :  France -  Espagne
- Durée : 75 minutes
- Genre : Policier et drame
- Date de sortie : France, 2 août 1963
- Affiche : Macario Gómez Quibus (Espagne)

## Distribution
- Franck Villard : Jean Farand
- María Mahor : Micaela, la call-girl
- Dario Moreno : Bruno Suárez
- Dany Carrel : Susana, la secrétaire
- Christian Méry : l'inspecteur
- Jean Degrave : le commissaire
- Arturo Fernández : Toni Basó
- Marisa Prado : Flora Farand
- Fernando Sancho : Eugenio, le patron de l'hôtel
- Jacqueline Nero : Fernanda la chanteuse du cabaret